# Línea 7 (Bus Castellón)
La línea 7 del Transport Urbà de Castelló (TUCS) une el Grupo Lourdes con el Grupo San Agustín y San Marcos, el Tossal Gros y el Hospital General.

## Características
Parte del Grupo Lourdes, atravesando Castelló pasando por el Hospital General, Grupo San Agustí y San Marcos, Tossal Gros y Racó de la Torreta. A la vuelta, mismo recorrido (pasando por Paseo Ribalta, República Argentina) hasta llegar el Grupo Lourdes.

### Frecuencias
| Ambos sentidos             | Ambos sentidos                           | Ambos sentidos |
| Día                        | Horario                                  | Frecuencia     |
| -------------------------- | ---------------------------------------- | -------------- |
| De lunes a viernes         | IDA: 07:00 a 22:30 VUELTA: 07:15 a 22:15 | 30'            |
| Sábado, domingo y Festivos | IDA: 07:00 a 21:00 VUELTA: 07:30 a 21:30 | 60'            |

## Recorrido
| Dirección Racó de la Torreta | Dirección Racó de la Torreta                                    | Dirección Racó de la Torreta |
| N.º                          | Parada                                                          | Enlaces                      |
| ---------------------------- | --------------------------------------------------------------- | ---------------------------- |
|                              | GRUPO LOURDES                                                   |                              |
|                              | Gran Vía Tárrega Monteblanco (Polideportivo Ciudad de Castelló) |                              |
|                              | Gran Vía Tárrega Monteblanco (Grupo Diago)                      |                              |
|                              | Gran Vía Tárrega Monteblanco (Hospital)                         |                              |
|                              | Calle Jacinto Benavente, 9                                      |                              |
|                              | Parque del Oeste (Instituto F.P.)                               |                              |
|                              | Ronda Mijares, 109                                              |                              |
|                              | Ronda Mijares, 87                                               |                              |
|                              | Ronda Mijares, 35                                               |                              |
|                              | Ronda Mijares, 13                                               |                              |
|                              | Ronda Magdalena, 10                                             |                              |
|                              | Ronda Magdalena, 38                                             |                              |
|                              | Ronda Magdalena (Capuchinos)                                    |                              |
|                              | Ronda Magdalena (Plaza Columbretes)                             |                              |
|                              | Ronda Magdalena (Plaza Teodoro Izquierdo)                       |                              |
|                              | Av. Benicasim 4A                                                |                              |
|                              | Av. Benicassim (Pol. Estadio)                                   |                              |
|                              | Quadra Borriolenc                                               |                              |
|                              | Av. Castell Vell (Av. Diputación)                               |                              |
|                              | HOSPITAL GENERAL (Av. Castell Vell)                             |                              |
| Dirección Grupo Lourdes      |                                                                 |                              |
| N.º                          | Parada                                                          | Enlaces                      |
|                              | HOSPITAL GENERAL (Av. Castell Vell)                             |                              |
|                              | Hospital General                                                |                              |
|                              | Av. Benicassim (Pol. Estadio)                                   |                              |
|                              | Estadio Castalia                                                |                              |
|                              | Ronda Magdalena, 105                                            |                              |
|                              | Ronda Magdalena, 65                                             |                              |
|                              | Ronda Magdalena, 41                                             |                              |
|                              | Ronda Magdalena (Colegio Cervantes)                             |                              |
|                              | Paseo Ribalta (Impares)                                         |                              |
|                              | República Argentina (Hospital Provincial)                       |                              |
|                              | República Argentina (Plaza Pintor Porcar)                       |                              |
|                              | Calle Jacinto Benavente, 10                                     |                              |
|                              | Gran Vía Tárrega Monteblanco (Hospital)                         |                              |
|                              | Gran Vía Tárrega Monteblanco (Grupo Diago)                      |                              |
|                              | Gran Vía Tárrega Monteblanco (Polideportivo Ciudad de Castelló) |                              |
|                              | Av. Valencia                                                    |                              |
|                              | GRUPO LOURDES                                                   |                              |